# Надкритична вода
Надкритична вода (рос. сверхкритическая вода, англ. supercritical water) — вода при температурі, вищій від критичної точки (температура 374 °C та тиск 221 бар). Її густина становить 0.128 г см–3 (0.998 за стандартних умов), а в'язкість 0.029 сантипуаз (звичайної 0.89 за стандартних умов). Має унікальні властивості як реакційне середовище, зокрема в ній добре розчиняються органічні речовини. Використовується в процесах зеленої хімії для термічного розкладу занечищень при невисоких температурах та високому тиску, де вода проявляє підвищену здатність розкладати великі органічні молекули на менші, менш токсичні. Додавання в такі системи кисню приводить до перетворення органічних речовин у вуглекислий газ та воду.